# Lista de castelos da Eslováquia
Esta é uma lista de castelos da Eslováquia. No total, existem cerca de 180 castelos e 1200 casas senhoriais.

## Glossário
As palavras abaixo, em eslovaco, podem ser traduzidas da seguinte maneira:
- hrad, hrádok e zámok - castelo;
- pevnosť - fortaleza;
- kaštieľ - solar

## Lista
- Castelo de Banská Bystrica
- Castelo de Beckov
- Castelo de Betliar
- Castelo de Biely Kameň
- Castelo de Bíňa
- Castelo de Blatnica
- Castelo de Blh
- Castelo de Bojnice
- Castelo de Borša
- Castelo de Bošany
- Castelo de Boťany
- Castelo de Branč
- Castelo de Braničev
- Castelo de Bratislava
- Castelo de Brekov
- Castelo de Braznica
- Castelo de Brezovica
- Castelo de Brzotín
- Castelo de Budatín
- Castelo de Budimír
- Castelo de Budkovce
- Castelo de Budmerice
- Castelo de Bytča
- Castelo de Bzovík
- Castelo de Cejkov
- Castelo de Čabraď
- Castelo de Čachtice
- Castelo de Čeklís
- Castelo de Červený Kameň
- Castelo de Červený Kláštor
- Castelo de Čičava
- Castelo de Čierny
- Castelo de Devín
- Castelo de Dievčí
- Castelo de Diviacka Nová Ves
- Castelo de Diviaky nad Nitricou
- Castelo de Divín
- Castelo de Dobrá Niva
- Castelo de Dobrá Voda
- Castelo de Dolná Mičivá
- Castelo de Domažlický
- Castelo de Dračí
- Castelo de Drienok
- Castelo de Drienov
- Castelo de Dúbravica
- Castro de Ducové
- Castelo de Džigerdelen Parkan
- Castelo de Fiľakovo
- Castelo de Gaboltov
- Castelo de Gelnica
- Castelo de Gemerský
- Castelo de Gýmeš
- Castelo de Hajnáčka
- Castelo de Halič
- Castelo de Haniská
- Castelo de Hatalov
- Casteo de Havránok
- Castelo de Hertník
- Castelo de Hliník nad Hronom
- Castelo de Hlohovec
- Castelo de Hodejov
- Castelo de Holiša
- Castelo de Holumnica
- Castelo de Hrabušice
- Castelo de Hrachovo
- Castelo de Hričov
- Castelo de Hronsek
- Castelo de Hronský Beňadik
- Castelo de Hrušov
- Castelo de Humenné
- Castelo de Ilava
- Castelo de Jasenov
- Castelo de Jasov
- Castelo de Jelšava
- Castelo de Kežmarok
- Castelo de Kolárovo
- Fortaleza de Komárno
- Castelo de Korlátka
- Castelo de Krásna Hôrka
- Castelo de Kremnica
- Castelo de Lednica
- Fortaleza de Leopoldov
- Castelo de Levice
- Castelo de Lietava
- Castelo de Likava
- Castelo de Litava
- Castelo de Liptov
- Castelo de Liptovský
- Castelo de Ľubovniansky
- Castelo de Markušovce
- Castelo de Modrý Kameň
- Castelo de Muráň
- Castelo de Nitra
- Nový zámok (literalmente "Novo Castelo") em Banská Štiavnica
- Castelo de Oponice
- Castelo de Orava
- Castelo de Ostrý Kameň
- Castelo de Pajštún
- Castelo de Pezinok
- Castelo de Plavecký
- Castelo de Považský
- Castelo de Pustý
- Castelo de Revište
- Castelo de Sitno
- Casteo de Sklabiňa
- Castelo de Slanec
- Castelo de Slovenská Ľupča
- Castelo de Smolenice
- Castelo de Spiš
- Starý zámok (literalmente "Velho Castelo"), em Banská Štiavnica
- Castelo de Strečno
- Castelo de Súľov
- Castelo de Svätý Anton
- Castelo de Šariš
- Castelo de Šášov
- Castelo de Šomoška
- Castelo de Tematín
- Castelo de Tisovec
- Castelo de Topoľčany
- Castelo de Trenčín
- Castelo de Uhrovec
- Castelo de Vígľaš
- Castelo de Viniansky
- Castelo de Vršatec
- Castelo de Zborov
- Castelo de Zemplín
- Castelo de Zniev
- Castelo de Zvolen